# Gli ammutinati di Samar
Gli ammutinati di Samar (Samar) è un film del 1962 diretto da George Montgomery.
È un film d'avventura statunitense con protagonisti lo stesso Montgomery e Gilbert Roland. È ambientato nelle Filippine negli anni 1870.

## Produzione
Il film fu diretto, sceneggiato e prodotto da George Montgomery con la collaborazione di Ferde Grofé Jr. per la MAM e la Winchester Films e girato nelle Filippine

## Distribuzione
Il film fu distribuito con il titolo Samar negli Stati Uniti dall'11 aprile 1962 (première a New York) al cinema dalla Warner Bros.
Altre distribuzioni:
- in Austria nell'ottobre del 1962 (Der Rebell von Palawan)
- in Germania Ovest il 5 ottobre 1962 (Der Rebell von Palawan)
- in Finlandia il 7 dicembre 1962 (Samar - tropiikin paholaispesä)
- in Francia il 7 febbraio 1964 (La vallée de la colère)
- in Brasile (Samar, a Ilha do Desespero)
- in Grecia (Samar, to nisi ton apokliron)
- in Italia (Gli ammutinati di Samar)

## Critica
Secondo Leonard Maltin è un "ordinario ai film d'azione".